# Стадион имени Муттая Аннамалая Чидамбарама
Чидамбарам или Чепаук (англ. M. A. Chidambaram Stadium) — это стадион для крикета в Ченнаи (в прошлом Мадрас) Индия. Стадион был основан в 1916 году и является старейшим непрерывно действующим стадионом для крикета в стране. Названный в честь Муттая Аннамалая Чидамбарама, бывшего президента совета контроля за крикетом Индии, стадион ранее был известен как Мадрасский клуб по крикету. Он является домашней площадкой для крикетной команды Тамил-Наду, а также для наиболее успешной команды индийской премьер лиги Ченай Супер Кингс.
10 февраля 1934 года на стадионе Чепаук был сыгран первый Тестовый матч, а в 1936 году — первый матч чемпионата «Ранжи Трофи» , и в 1952 году, впервые, сборная Индии по крикету одержала победу над Англией. В 1986 году на стадионе Чепаук был сыгран матч между Индией и Австралией, который являлся вторым по «Тайд Тест» крикету в истории игры.
Болельщики Чепаука признаны самими преданными болельщиками в своей стране. Фанаты стоя аплодировали Саиду Анвару, который заработал максимальные 194 очка в ОDI-матче против Индии. Болельщики также оценили победу Пакистана в тестовом матче в 1999 году, после чего пакистанская сборная сделала круг почета в знак признательности спортивного поведения зрителей.
В 2023 году здесь прошли матчи чемпионата мира по крикету.

## Расположение
Стадион находится в Чепауке, в нескольких сотнях метров от пляжа Марина вдоль Бенгальского залива. Стадион достигает Валажа Роуд на севере, Бабу Джагживанрам Роуд на западе и Пикрофтс Роуд на юге. К восточной границе стадиона примыкает железнодорожный вокзал Чепаука, который располагается на отрезке Ченайской транспортной системы Ченай Бич — Тирумаилай. Прилегая к северной части стадиона течет река Коум.

## Выдающиеся события
- 4 ноября 1934 года состоялся первый матч чемпионата «Ранжи Трофи» между командами «Мадрас» и «Майсур». Игрок команды «Мадрас» М. Дж. Гопалан сделал первую подачу Н. Куртису.[3]
- В 1952 году, в ходе 24 игры, была зафиксирована первая победа Индии в Тестовом матче против Англии.
- Второй в истории крикета «Тайд Тест» матч был сыгран между Индией и Австралией в 1986 году
- В 1983 году Сунил Гаваскар заработал свою тридцатую сотню, играя в Тестовых матчах, таким образом, побив рекорд Дона Брэдмена по количеству набранных сотен.
- 8 калиток Нарендра Хирвани за 61 забег в матче против Вест-Индии в январе 1988 года, были лучшими боулинговыми фигурами сделанными индийцами в дебютном Тестовом матче, и третьими в целом. По состоянию на декабрь 2014, он является единственным индийским игроком в крикет, разбившим 10 или больше калиток в дебютном Тестовом матче. Фигуры Хирвани с 16 калиток для 136 забегов, являются рекордом всех дебютный матчей в крикет.
- Пакистанец Саид Анвар, в «ОDI» матче против Индии 1997 года, заработал 194 очка, наибольшее количество очков на то время.
- 15 октября 2004 года, Шейн Варн превзошел Муттиа Муралитхарана, чей рекорд составлял 532 калитки, стал игроком в крикет, разбившим наибольшее количество калиток за все время.
- Вирендер Сехваг набрал 319 очков в матче против Южной Африки в серии домашних игр в апреле 2008 года, в ходе первого Тестового матча, с попаданием 300 с 278 шаров, таким образом, эта тройная сотня, является самой быстрой в истории крикета. Сехваг стал только третьим отбивающим после Дональда Брэдмена и Брайана Лара, который заработал 2 тройные сотни в Тестовых матчах. Он сделал 257 пробежки на третий день матча, что является лучшим результатом по количеству пробежек за один день с 1954 года, тогда Деннис Комптон сделал 273 пробежки на второй день тестового чемпионата Ноттингем против Пакистана.
- Сачин Тендулкар сделал больше пробежек в Чепауке, чем на любом другом стадионе Индии с результатом в 876 пробежек за девять Тестовых матчей, со средним результатом в 87.60.
- 22 марта 2001 года во время матча «Бордер Гаваскар Трофи», Индия, разбив 2 калитки, нанесла поражение Австралии. Последующая победа Индии в Калькутте оборвала победную серию Австралии, которая состояла из 16 Тестовых матчей.
- Четвёртая серия индийских подач (387/4) в первом тестовом матче против Англии, который состоялся в декабре 2008 года, стала наиболее успешной серией подач Тестовых матчей в Индии.

## Достижения
- Англия, в матче с Индией в 1985 году, зафиксировала лучший результат по очкам (652-7д) на площадке. Индия установила рекорд по наименьшему количеству очков на площадке (83), в результате ограничений Англией. Сунил Гаваскар (1018 пробежек), установил рекорд по пробежкам на стадионе Чидамбарам в Тестовых матчах, за ним следуют Сачин Тендулкар и Гундаппа Вишвататх с количеством пробежек соответственно 876 и 785. Анил Кумбле разбил наибольшее количество калиток (48) в Тестовых матчах, за ним следуют Капил Дев и Харбхажан Сингх соответственно 40 и 39 калиток[4].
- Наилучший результат по очкам был достигнут Пакистаном в 1997 году, когда Пакистан заработал 327-5, Индия ответила с результатом в 292 очка, что является третьим результатом на стадионе Чидамбарам. Второй по очкам результат был установлен Индией 22 октября 2015 года в матче против Южной Африки, который она успешно отстояла. Результат в 289-4, является четвёртым и был он установлен Австралией в матче против Новой Зеландии. Ювраж Сингх сделал наибольшее количество пробежек среди «ОDI» матчей, а именно 255. Мохаммед Рафик сбил наибольшее количество калиток (14), за ним следует Ажит Агаркар, кто является лучшим индийским игроком по количеству сбитых калиток.

## Реставрация и модернизация
Стоимость реконструкционных работ, прошедших в июне 2009 года, составила 175 миллионов рупий (26 миллионов долларов США). План включал постройку трех новых железобетонных трибун, обозначенных как I, J и K, вместимостью 10 000 зрителей, а также 24 гостиничных бокса под полупрозрачными крышами, которые представляют собой мембрану с фторопластового волокна. Лондонская архитектурная компания «Хопкинс» и Ченайская архитектурная компания «Натараж&Венкат» заключили контракт с Ассоциацией по крикету Тамил Наду. Реставрация была завершена в 2011 году и старый кровельный материал вместе с колоннами, которые в старом стадионе часто блокировали вид, были заменены на легкую, четырехугольную, конусную кровлю, которая соединяется тросами.
В настоящее время, стадион может вместить 38 000 зрителей, число которых будет увеличено до 42 000. Трибуны стоят под углом в 36 градусов, что позволяет морскому бризу проникать на площадку и возвращаться обратно.
31 марта 2015 года коллегия Верховного суда, состоящая из судей Ранжана Годои и Р. В. Рамана, установила, что проведенная реконструкция нарушает правила общественной безопасности. Суд постановил, что небезопасны места отреставрированного стадиона, должны быть снесены. Пока не завершится снос, и не будут выданы соответствующие разрешения, суд постановил оставить трибуны I, J, K опечатанными. Матчи по крикету могут проходить только в том случае, если трибуны I, J и K пусты.